# Peter Hackenberg
Peter Hackenberg (Eutin, 6 februari 1989) is een Duits profvoetballer. Hij komt sinds januari 2018 uit voor Alemannia Aachen.

## Clubcarrière
Hackenberg begon zijn carrière bij Energie Cottbus in 2007. Hij haalde er nooit het eerste elftal. In 2010 verhuisde hij naar SV Wacker Burghausen. Een jaar later ging hij voor twee seizoenen naar 1. FC Magdeburg. In 2013 trok hij naar Alemannia Aachen. In januari 2016 verhuisde hij naar KAS Eupen, waarmee hij in 2016 promoveerde naar de Jupiler Pro League. Na anderhalf seizoen bij Eupen liep zijn contract af, waardoor hij enkele maanden zonder club zat. Sinds januari 2018 speelt Hackenberg weer bij Alemannia Aachen.

## Statistieken
| Seizoen         | Club                 | Land               | Competitie           | Wedstrijden | Doelpunten |
| --------------- | -------------------- | ------------------ | -------------------- | ----------- | ---------- |
| 2007/08         | Energie Cottbus II   | Vlag van Duitsland | Regionalliga Nordost | 11          | 1          |
| 2008/09         | Energie Cottbus II   | Vlag van Duitsland | Regionalliga Nordost | 19          | 1          |
| 2009/10         | Energie Cottbus II   | Vlag van Duitsland | Oberliga Nord        | 30          | 1          |
| 2010/11         | SV Wacker Burghausen | Vlag van Duitsland | 3. Liga              | 12          | 0          |
| 2011/12         | 1. FC Magdeburg      | Vlag van Duitsland | Regionalliga Nord    | 26          | 1          |
| 2012/13         | 1. FC Magdeburg      | Vlag van Duitsland | Regionalliga Nordost | 13          | 0          |
| 2013/14         | Alemannia Aachen     | Vlag van Duitsland | Regionalliga West    | 27          | 0          |
| 2014/15         | Alemannia Aachen     | Vlag van Duitsland | Regionalliga West    | 31          | 0          |
| 2015/16         | Alemannia Aachen     | Vlag van Duitsland | Regionalliga West    | 18          | 0          |
| 2015/16         | KAS Eupen            | Vlag van België    | Proximus League      | 11          | 1          |
| 2016/17         | KAS Eupen            | Vlag van België    | Eerste klasse A      | 23          | 0          |
| 2017/18         | Alemannia Aachen     | Vlag van Duitsland | Regionalliga West    | 16          | 1          |
| 2018/19         | Alemannia Aachen     | Vlag van Duitsland | Regionalliga West    | 25          | 0          |
| Carrière totaal | Carrière totaal      | Carrière totaal    | Carrière totaal      | 262         | 6          |

Bijgewerkt t/m 27 juni 2019.